# Scutpelecopsis wunderlichi
Espèce
Scutpelecopsis wunderlichi est une espèce d'araignées aranéomorphes de la famille des Linyphiidae.

## Distribution
Cette espèce se rencontre en Géorgie, en Arménie, en Russie en Ciscaucasie et en Iran dans les provinces du Gilan et du Mazandéran,.

## Description
Le mâle holotype mesure 1,82 mm et la femelle paratype 2,0 mm.

## Systématique et taxinomie
Cette espèce a été décrite par Marusik et Gnelitsa en 2009.

## Étymologie
Cette espèce est nommée en l'honneur de Jörg Wunderlich.

## Publication originale
- Marusik & Gnelitsa, 2009 : « Description of a new genus of spiders from the eastern Mediterranean and the most armored erigonid species from the western Caucasus (Aranei: Linyphiidae: Erigoninae). » Arthropoda Selecta, vol. 18, no 1/2, p. 57-68 (texte intégral).